# Anthony Costa
Anthony Costa (* 1. Mai 1994 in Adelaide) ist ein australischer Fußballspieler.

## Karriere
Costa kam als 11-Jähriger zu Adelaide City und durchlief dort die Jugendmannschaften. 2009 erhielt Costa zudem fußballerische Förderung am South Australian Sports Institute und nahm in diesem Jahr auch an einem Sichtungslehrgang der australischen U-16-Auswahl für die U-16-Asienmeisterschaft 2010 teil. 2011 debütierte er für die erste Mannschaft in der FFSA Super League, der höchsten Spielklasse des Bundesstaates South Australia. Zur Saison 2013/14 wurde Costa in das Jugendteam des Profiklubs Adelaide United aufgenommen und wurde in der National Youth League mit 14 Treffern Torschützenkönig; in der folgenden Spielzeit war er mit sieben Treffern erneut bester Torschütze Adelaides in der Nachwuchsliga. Zudem bestritt er am 3. Januar 2014 bei einem 2:2 gegen den Sydney FC per Einwechslung sein Debüt in der A-League, eine Woche später kam er bei einem 2:1-Sieg gegen den späteren Meister Brisbane Roar zu einem weiteren Einsatz.
Costa trainierte in der Spielzeit 2014/15 Vollzeit mit dem Profikader von Adelaide United, seine Hoffnung auf einen Profivertrag erfüllte sich aber nicht. Daneben war er auch weiterhin für Adelaide City aktiv. Im FFA Cup 2014 erreichte er mit Adelaide City das Viertelfinale, durch einen Erstrundensieg gegen den Profiklub Western Sydney Wanderers und einen 1:0-Sieg durch einen Treffer Costas gegen die Brisbane Strikers im Achtelfinale. Die Halbfinalteilnahme wurde durch ein 1:2 nach Verlängerung gegen die Bentleigh Greens verpasst. Seit 2015 spielt er wieder ausschließlich für Adelaide City und beendete das Spieljahr 2015 als klubintern bester Torschütze in der National Premier League.
Im August 2015 absolvierte der Stürmer ein erfolgloses Probetraining beim schottischen Zweitligaklub Raith Rovers.
Sein älterer Bruder Joe kam in der Spielzeit 2009/10 ebenfalls für Adelaide United in der A-League zum Einsatz.